# Локи (ТВ серија)
Локи (енгл. Loki) је америчка телевизијска серија, креирана за Дизни+, заснована према истоименом Марвеловим лику. Смештена је у Марвелов филмски универзум и дели континуитет са филмовима овог серијала. Серија је продуцирана од стране Марвел студија, са Мајклом Волдроном као сценаристом, док режију потписује Кејт Херон.
Том Хидлстон репризира своју улогу Локија из филмског серијала, а у осталим улогама су Софија Ди Мартино и Овен Вилсон. До септембра 2018. године, Марвел студио је најавио бројне серије за Дизни+, чије се радње одвијају око споредних ликова из филмског серијала као што је Локи. Серија је званично потврђена у новембру исте године, када је најављено да ће Хидлстон репризирати своју улогу. Мајкл Волдрон је се придружио у фебруару, а Кејт Херон у августу 2019. године. Снимање серије је почело у јануару 2020. године.
Серија је почела са приказивањем 9. јуна 2021. године и прва сезона се састоји од шест епизода. Друга сезона серије је почела са емитовањем 5. октобра 2023. године и такође се састоји од шест епизода.

## Радња
Након крађе Тесеракта током догађаја филма Осветници: Крај игре (2019), алтернативна верзија Локија је доведена у мистериозну Управу за временске варијације (ТВА), бирократску организацију која постоји изван времена и простора и прати временску линију. Они дају Локију избор: да буде избрисан из постојања зато што је „временска варијанта”, или да помогне у поправљању временске линије и заустављању веће претње. Локи завршава заробљен у сопственом криминалистичком трилеру, путујући кроз време.

## Улоге
| Глумац            | Улога                   |
| ----------------- | ----------------------- |
| Том Хидлстон      | Локи                    |
| Овен Вилсон       | Мобијус М. Мобијус      |
| Гугу Мбата-Роу    | Равона Ренслејер        |
| Тара Стронг       | госпођица Минути (глас) |
| Софија Ди Мартино | Силви                   |
| Ричард Е. Грант   | Класични Локи           |
| Џејми Александер  | Сиф                     |
| Џонатан Мејџорс   | Онај Који Остаје        |

## Епизоде
| Сезона | Сезона | Епизоде | Епизоде | Оригинално емитовање | Оригинално емитовање |
| Сезона | Сезона | Епизоде | Епизоде | Премијера            | Финале               |
| ------ | ------ | ------- | ------- | -------------------- | -------------------- |
|        | 1.     | 6       | 6       | 9. јун 2021.         | 14. јул 2021.        |
|        | 2.     | 6       | 6       | 5. октобар 2023.     | 9. новембар 2023.    |

### 1. сезона (2021)
| Бр. еп. (укупно) | Бр. еп. (у сезони) | Наслов                  | Редитељ    | Сценариста                  | Премијера     |
| ---------------- | ------------------ | ----------------------- | ---------- | --------------------------- | ------------- |
| 1                | 1                  | Славна сврха            | Кејт Херон | Мајкл Волдрон               | 9. јун 2021.  |
| 2                | 2                  | Варијанта               | Кејт Херон | Елиса Карасик               | 16. јун 2021. |
| 3                | 3                  | Ламентис                | Кејт Херон | Биша К. Али                 | 23. јун 2021. |
| 4                | 4                  | Нексус догађај          | Кејт Херон | Ерик Мартин                 | 30. јун 2021. |
| 5                | 5                  | Путовање у мистерију    | Кејт Херон | Том Кауфман                 | 7. јул 2021.  |
| 6                | 6                  | За сва времена. Заувек. | Кејт Херон | Мајкл Волдрон и Ерик Мартин | 14. јул 2021. |

### 2. сезона (2023)
| Бр. еп. (укупно) | Бр. еп. (у сезони) | Наслов           | Редитељ                     | Сценариста                | Премијера         |
| ---------------- | ------------------ | ---------------- | --------------------------- | ------------------------- | ----------------- |
| 7                | 1                  | Уроборос         | Џастин Бенсон и Арон Мурхед | Ерик Мартин               | 5. октобар 2023.  |
| 8                | 2                  | Ломљење Бреда    | Ден Делиу                   | Ерик Мартин               | 12. октобар 2023. |
| 9                | 3                  | 1893             | Касра Фарахани              | Ерик Мартин               | 19. октобар 2023. |
| 10               | 4                  | Срце ТВА         | Арон Мурхед и Џастин Бенсон | Ерик Мартин и Кетрин Блер | 26. октобар 2023. |
| 11               | 5                  | Наука/фантастика | Џастин Бенсон и Арон Мурхед | Ерик Мартин               | 2. новембар 2023. |
| 12               | 6                  | Славна сврха     | Арон Мурхед и Џастин Бенсон | Ерик Мартин               | 9. новембар 2023. |

## Продукција

### Развој
До септембра 2018. године, Марвел студио је најавио неколико серија за сервис Дизни+, чије се радње одвијају око споредних ликова из филмова Марвеловог филмског универзума, који нису имали сопствене филмове, као што је Локи. Глумци који су тумачили ове ликове у филмовима, очекивани су да репризирају своје улоге и у серијама. Очекивано је да ће серија имати шест до осам епизода. Продукцију серије радиће Марвел студио уместо Марвел телевизије, која је радила продукцију за остале серије у франшизи. Директор Дизнија, Боб Ајгер, је потврдио у новембру исте године, да ће се снимити серија која се фокусира на Локију и да је очекивано да ће Том Хидлстон репризирати своју улогу.
Мајкл Волдрон је унајмљен као главни сценариста и извршни продуцент серије у фебруару 2019. године. Он би такође требало да напише сценарио за прву епизоду. Очекивано је да ће серија пратити Локија, док се он „меша у људску историју и лоше утиче на историјске догађаје.” Месец дана касније, Кевин Фајги је изјавио да је Локи стар преко хиљаду година у овим филмовима, тако да ће серија открити шта је он радио током свог дугог живота. Додао је и да је интерес Марвел студија да направи ову серију, био да ради више са Хидлстоном и истражи лик Локија много више него кроз његов приказ као споредног лика у филмовима. Хидлстон је у августу 2019. године објаснио да је знао за његово појављивање у филму Осветници: Крај игре (2019), када је снимио Локијеву смрт за филм Осветници: Рат бескраја (2018), али је сматрао да то треба да буде крај његовог лика. Сазнао је за планове о овој серији шест недеља пре него што је Рат бескраја премијерно приказан и чувао је информације о серији као тајну, док она није званично потврђена касније те године. Касније тог месеца, откривено је да ће Кејт Херон бити задужена за режију и продукцију и да ће се серија састојати од шест епизода.

### Кастинг
Када је у новембру 2018. године најављена серија, било је очекивано да ће Том Хидлстон репризирати улогу Локија, што је потврђено у фебруару 2019. године од стране Волт Дизни студија. Софија Ди Мартино се придружила снимању у новембру 2019, а Овен Вилсон у јануару 2020. године.

### Снимање
Снимање је почело у јануару 2020. године, под радним називом Крстарење реком, са Кејт Херон задуженом за режију. Током фебруара исте године, снимало се у Атланти. Дана 14. марта, продукција серије је заустављена због пандемије вируса корона.